# ナルコユリ
ナルコユリ（鳴子百合、学名: Polygonatum falcatum）は、キジカクシ科（別名クサスギカズラ科）アマドコロ属（別名ナルコユリ属）の多年草。中国植物名は鎌刀黄精（れんとうおうせい）。和名の由来は、花が鳴子のようにつくことによる。日本の本州、四国、九州に分布する。丘陵地、山地、山野の林内や草原、やぶ陰に自生する。別名、ホソバナナルコユリ、ハガクレナルコユリともよばれる。

## 特徴
多年草。太い地下茎を横に這わせ、年節とよばれる年ごとにつくられる節がところどころにある。地下茎から出た茎は弓なりに伸びて、草丈は80センチメートル (cm) ほどになり、上方にユリに似た、先が細くなった披針形・長楕円形・狭卵形の葉を2裂に互生する。花期は5月ごろ。花はアマドコロに似ているが、各葉腋から花柄を出して、その先が3 - 5本に分かれて緑白色の筒状の花を3 - 8個ずつ垂れ下げてつく。
草姿はアマドコロとよく似るが、茎は丸く稜がない、地下茎の節がごつごつしている、茎の高さがより高い、葉が細いなどの点で区別できる。

## 食用
食べられる野草の一つとして知られ、若芽、花、地下茎を食用とする。若芽の採取時期は春の4 - 6月ごろが適期とされる。若芽の食味は、舌触りがよく、やや味の濃いグリーンアスパラガスに例えられる。茹でておひたし、和え物、炒め物、天ぷら、煮物、汁の実などさまざまな料理に利用できる。花は初夏に摘んで、さっと茹でて酢の物にする。多肉の地下茎は一年中利用でき、アマドコロよりも太くて同様に甘味があり、天ぷら、フライ、甘煮などにする。

## 薬用
根茎は薬用され、和黄精（わおうせい）、または黄精（おうせい）と称される生薬になる。秋に茎葉が枯れかかったころの根茎を掘り採って、ひげ根をむしり、水洗いして細かく刻み天日乾燥して調製される。中国でいう黄精（おうせい）は日本にはない別の植物を指しており、カギクルマバナルコユリ（学名: Polygonatum sibiricum）が主で、そのほかミヤマナルコユリ（学名: Polygonatum lasianthum）、オオナルコユリ（学名: Polygonatum macranthum）などが使われている。ナルコユリもほぼ同じ使い方が可能で、漢方では使わないが、日本では民間薬としてナルコユリの根茎を黄精として用いてきた。疲労倦怠、食欲不振、咳、のどの渇きに、1日量4 - 12グラムを600 ccの水で煎じて、3回に分けて服用する用法が知られる。足腰など下半身の疲労感が強いときや、便が硬くて食べると腹が張るという条件付の食欲不振に使われる。咳はカラ咳に使用する。寒がりや冷え症の人には服用禁忌とされる。黄精酒は、和黄精（黄精）200グラム、グラニュー糖300グラムをホワイトリカー1.8リットルに漬けて6か月おき、絞って飲用するもので、1日量は60ミリリットルが限度とされている。
江戸時代の俳人・小林一茶は、ことのほか黄精酒を愛飲したとみられ、著作「七番日記」にそのことが出ている。江戸後期の滝沢馬琴は『燕石襍志（えんせきざつし）』に、「黄精売、辛皮売、麻売など、予が幼稚かりし比まで、春毎に日としてその呼び声を聞かざることなかりし･･････」と書き残しており、この当時は黄精売りが東北の南部地方でできた砂糖漬けを江戸で売り歩いたという。そのころの江戸川柳に「切見世へ黄精売は引っこまれ」というのがあり、当時は黄精が強精薬としてブームを呼んで、切見世（遊女屋）の遊女も客も争ってこの砂糖漬けを飛びついたといわれている。

## 近縁種
近縁種に北海道から九州にかけて分布するオオナルコユリ（学名: Polygonatum macranthum）があり、草丈はときに2メートル以上、茎の太さは1.5センチメートルに達するものがある。雪解け後の太い芽生えは、ナルコユリ同様に食用にでき、やわらかくてナルコユリよりも美味であるとも評されている。